# Rosa karaalmensis
Rosa karaalmensis es una especie de planta del género Rosa, de la familia Rosaceae.

## Taxonomía
Rosa karaalmensis fue descrita por Tkatsch. en 1979.

## Distribución
Se encuentra en el territorio de Kirguistán.